# Луксембург на Европском првенству у атлетици у дворани 2019.
Луксембург је учествовао на 35. Европском првенству у дворани 2019 који се одржао у Глазгову, Шкотска, од 1. до 3. марта. Ово је било дванаесто европско првенство у дворани од 1974. године од када је Луксембург први пут учествовао. Репрезентацију Луксембурга представљала су 5 такмичара (2 мушкарца и 3 жене) који су се такмичили у 5 дисциплина (2 мушке и 3 женске).
На овом првенству представници Луксембурга нису освојили ниједну медаљу нити су остварили неки резултат.

## Учесници
| Мушкарци: - Чарел Гретен — 1500 м - Боб Бертемес — Бацање кугле | Жене: - Патриција ван дер Векен — 60 м - Шарлин Матијас — 800 м - Вера Хофман — 1.500 м |  |

## Резултати

### Мушкарци
| Атлетичар    | Дисциплина   | Лични рекорд | Квалификације | Квалификације | Полуфинале | Полуфинале | Финале               | Финале       | Детаљи |
| Атлетичар    | Дисциплина   | Лични рекорд | Резултат      | Место         | Резултат   | Место      | Резултат             | Место        | Детаљи |
| ------------ | ------------ | ------------ | ------------- | ------------- | ---------- | ---------- | -------------------- | ------------ | ------ |
| Чарел Гретен | 1.500 м      | 3:43,27      | 3:50,42       | 7. у гр. 1    |            |            | Није се квалификовао | 21 / 25 (28) |        |
| Боб Бертемес | Бацање кугле | 21,03 НР     | 20,97 КВ      | 3.            | 20,70      | 5 / 18     |                      |              |        |

### Жене
| Атлетичарка             | Дисциплина | Лични рекорд | Квалификације | Квалификације | Полуфинале            | Полуфинале            | Финале                | Финале       | Детаљи |
| Атлетичарка             | Дисциплина | Лични рекорд | Резултат      | Место         | Резултат              | Место                 | Резултат              | Место        | Детаљи |
| ----------------------- | ---------- | ------------ | ------------- | ------------- | --------------------- | --------------------- | --------------------- | ------------ | ------ |
| Патриција ван дер Векен | 60 м       | 7,32         | 7,41          | 6. у гр. 5    | Нису се квалификовале | Нису се квалификовале | Нису се квалификовале | 27 / 42 (43) |        |
| Шарлин Матијас          | 800 м      | 2:04,32 НР   | 2:04,73       | 5. у гр. 1    | Нису се квалификовале | Нису се квалификовале | Нису се квалификовале | 12 / 21      |        |
| Вера Хофман             | 1.500 м    | 4:17,78      | 4:21,07       | 6. у гр. 3    |                       |                       | Није се квалификовала | 20 / 22 (24) |        |